# Zjawisko luksemburskie
Zjawisko luksemburskie – zjawisko modulacji skrośnej między dwoma falami radiowymi, z których jedna jest silna i przechodzi przez tę samą część drogi w jonosferze co druga. Efektem są zakłócenia w odbiorze radiowym, polegające na przesłuchu modulacji drugiej stacji radiofonicznej pracującej na innej częstotliwości. Głębokość takiej skrośnej modulacji fal radiowych obu stacji może wynieść 10% lub więcej, ale zwykle nie przekracza 1–2%. Zjawisko to zostało zaobserwowane po raz pierwszy w 1933 r. w Eindhoven w Holandii, gdzie transmisja radiostacji Radio Luxembourg o dużej mocy była słyszalna w tle programu słabszej radiostacji w Szwajcarii w Beromünster. Podobne zjawisko zaobserwowano w mieście Gorky, gdzie słychać było stacje moskiewskie podczas odbioru stacji radiowych usytuowanych na zachód od Moskwy.
Przyczyną powstawania są nieliniowe zjawiska w jonosferze. Pod wpływem silnego pola radiostacji pracującej na częstotliwości f1 następuje zmiana absorpcji w jonosferze w takt jej modulacji. Jeśli w obszarze, w którym zachodzi refrakcja fali o częstotliwości f1 zachodzi równocześnie refrakcja innej fali o częstotliwości f2, to zmieniająca się absorpcja spowoduje modulację fali o częstotliwości f2. Teoria zjawiska luksemburskiego została rozwinięta przez australijskich fizyków V. Baileya i D. Martina (1934–1937) i radzieckiego fizyka V.L. Ginzburga (1948).